# Halleyjev komet
Halleyjev komet [hêlijev komét] z uradno oznako 1P/Halley je komet, ki ga je moč videti s prostim očesom vsakih 75 ali 76 let, ko se nahaja v svojem prisončju. Imenuje se po Edmondu Halleyju in je najbolj znan od vseh periodičnih kometov. Halley je določil tirnico in obhodno dobo kometa iz leta 1682, ki se danes na de Lacaillovo pobudo iz leta 1758 imenuje po njem, in napovedal njegovo ponovno pojavljanje leta 1757. Tako je pokazal, da so kometi del Osončja.
Čeprav se v vsakem stoletju pojavijo dolgoperiodični kometi, ki so svetlejši in spektakularnejši, je Halleyjev komet edini kratkoperiodični komet, jasno viden s prostim očesom in edini tako viden komet, ki se vrne v prisončje za časa enega človeškega življenja. Njegova pojavitev blizu Sonca je skozi človeško zgodovino sovpadala z več znamenitimi dogodki, čeprav njegove tirnice niso poznali do 17. stoletja. Halleyjev komet se je zadnjič nahajal najbližje Soncu v notranjem delu Osončja 20. aprila 1910 in 9. februarja 1986, naslednjič pa bo tako blizu 28. julija 2061 in 27. marca 2136. Halleyjev komet so opazovali na primer kitajski astronomi vsaj že leta 240 pr. n. št. opazovanje pa so zabeležili tudi babilonski astronomi leta 164 pr. n. št.